# Kiriłł Szyrinski-Szychmatow
Kiriłł Aleksiejewicz Szyrinski-Szychmatow, ros. Кирилл Алексеевич Ширинский-Шихматов (ur. 26 sierpnia 1894, zm. 22 marca 1972 w Paryżu) – rosyjski wojskowy (sztabsrotmistrz), działacz emigracyjny.
Pochodził z rodu książęcego. W 1915 r. wstąpił do armii rosyjskiej. W 1917 r. ukończył imperatorską szkołę prawa. Służył w lejbgwardii Pułku Moskiewskiego. W 1918 r. wstąpił do wojsk Białych gen. Antona I. Denikina. Służył w stopniu sztabsrotmistrza w lejbgwardii Pułku Konnego. W 1919 r. był członkiem przedstawicielstwa Białych w Warszawie. Organizował werbunek rosyjskich ochotników w Polsce do oddziału księcia Lievena, który walczył z bolszewikami w składzie Pskowskiego Korpusu Ochotniczego. Po klęsce wojsk Białych wyjechał do Francji. Działał w rosyjskich organizacjach emigracyjnych. Pod koniec 1951 r. został skarbnikiem Stowarzyszenia lejbgwardii Pułku Konnego.